# Conseil européen du 15 décembre 2016
La réunion du Conseil européen du 15 décembre 2016 s'est concentrée sur cinq principaux thèmes : les migrations, la sécurité, le développement économique et social et la jeunesse, la question de Chypre et les relations extérieures.

## Conclusions

### Sécurité intérieure et extérieure
En matière de sécurité intérieure, le Conseil européen réaffirme son attachement à la stratégie de sécurité intérieure de l'Union européenne.
Concernant la sécurité extérieure et la défense (PSDC), le Conseil européen
- Souligne qu'il est nécessaire de consentir plus d'efforts, notamment en mobilisant suffisamment de ressources supplémentaires, tout en tenant compte des situations nationales et des engagements juridiques. Pour les États membres qui sont également membres de l'OTAN, cela est conforme aux directives de l'OTAN en matière de dépenses de défense dont l'objectif est qu'elles atteignent 2 % du PNB.
- Approuve les conclusions du Conseil du 14 novembre et du 17 octobre 2016 sur la mise en œuvre de la stratégie globale de l'UE dans le domaine de la sécurité et de la défense, qui fixe le niveau d'ambition de l'UE.
- Accueille avec satisfaction les propositions de la Commission relatives au plan d'action européen de la défense, qui constituent sa contribution au développement de la politique européenne de sécurité et de défense.
- Demande instamment qu'il soit rapidement donné suite aux conclusions du Conseil du 6 décembre 2016 sur la mise en œuvre de la déclaration commune signée à Varsovie par les dirigeants de l'UE et de l'OTAN, qui vise à éviter les doubles emplois et à assurer une complémentarité entre les deux organisations, en ce qui concerne les menaces hybrides, les questions maritimes, la cybersécurité, la communication stratégique, les capacités de défense, l'industrie de la défense et la recherche en matière de défense, les exercices et le renforcement des capacités dans le domaine de la défense et de la sécurité.

### Relations extérieures
Le Conseil européen a examiné la situation en Ukraine et en Syrie.

## Sources